# Port lotniczy Nakhon Phanom
Port lotniczy Nakhon Phanom – port lotniczy położony w Nakhon Phanom, w Tajlandii.